# Anna Fisherová
Anna Lee Fisherová, rozená Tingleová (* 24. srpna 1949 v Albany, New York, USA) je americká astronautka, která se v roce 1984 zúčastnila letu raketoplánu Discovery.

## Život

### Mládí a výcvik
Po základní a střední škole vystudovala University of California, Los Angeles a získala tam titul inženýrky chemie. Na stejné univerzitě obhájila v roce 1976 doktorát lékařství. Vdala se a má dvě děti. V roce 1978 byla přijata do týmu astronautů NASA.

### Let do vesmíru
Na oběžnou dráhu Země letěla jen jednou, v roce 1984. Byla to sedmidenní mise STS-51-A s raketoplánem Discovery (jeho druhý let). V posádce byli velitel Frederick Hauck, David Walker, Joseph Allen a Dale Gardner. Ovládání „kanadské ruky“ měla na starosti Anna Fisherová, která v okamžiku svého letu do vesmíru zanechávala na Zemi čtrnáctiměsíční holčičku. Během letu astronauti vypustili družice Anik D2, Leasat 1. Pak stáhli z oběžné dráhy nefunkční družice Palapa B2 a Westar 6 a přistáli s nimi na Kennedyho vesmírném středisku na mysu Canaveral.
- STS-51-A Discovery (8. listopadu 1984 – 16. listopadu 1984)

Anna byla 155. člověkem ve vesmíru, při svém letu šestou ženou ve vesmíru.

### Po letu
O dva roky později měla letět znovu jako členka posádky STS-61-H s raketoplánem Columbia. Mise však byla zrušena kvůli havárii raketoplánu Challenger.